# Siobhán
Siobhán ([ˈʃɪwaːn̪ˠ] ou [ʃəˈvˠaːn̪ˠ]) est un prénom féminin irlandais.
Ce prénom provient de l'anglo-normand « Jehanne », introduit en Irlande au Moyen Âge.

## Personnes
- Siobhan Brooks (née en 1972), sociologue américaine
- Siobhan Chamberlain (née en 1983), joueuse de football britannique
- Siobhán Donaghy (née en 1984), chanteuse britannique
- Siobhan Dowd (1960-2007), écrivaine britannique
- Siobhan Drake-Brockman (née en 1978), joueuse de tennis australienne
- Siobhan Fahey (née en 1958), chanteuse compositrice irlando-britannique
- Siobhan Fallon Hogan (née en 1961), actrice américaine
- Siobhan Finneran (née en 1967), actrice britannique
- Siobhan Flynn, actrice galloise
- Siobhán Bernadette Haughey (née en 1997), nageuse hongkongaise
- Siobhan Hunter (née en 1964), actrice pornographique américaine
- Siobhan Mac Kenna (1923-1986), actrice irlandaise
- Siobhan Magnus (née en 1990), chanteuse américaine
- Siobhan-Marie O'Connor (née en 1995), nageuse britannique
- Siobhan Owen (née en 1993 au Pays de Galles), musicienne australienne
- Siobhan Rowden, auteure britannique de livres pour enfants
- Siobhan Vivian (née en 1979), auteure américaine